# Dona Cabeluda
Renildes Alcântara dos Santos (Itabuna, 1944? - Cachoeira, 6 de maio de 2024), mais conhecida como Dona Cabeluda, foi a cafetina mais famosa do Recôncavo Baiano. Ela possuía o último prostíbulo da cidade de Cachoeira, no interior da Bahia, Brasil; onde alugava quartos para as prostitutas, mas não agenciava o valor dos programas.

## Biografia
Na infância, Renildes Alcântara dos Santos sofria agressões dos pais. Se casou aos 12 anos com um homem de 30 anos, indo morar numa fazenda e tendo duas filhas com ele. Seu casamento também foi abusivo, então ela deixou suas filhas com sua mãe e fugiu do marido. De carona, passou por Feira de Santana e Candeias, e chegou à cdiade de Cachoeira. Seu primeiro trabalho na cidade foi vender bebidas. Uma amiga a levou à prostituição, ficando na Travessa Tavares, perto do estádio da cidade. Relatos dizem que ela "preferia ser prostituta a trabalhar em casas de família".
Sua casa de prostituição foi a única que resistiu à decadência dos comportamentos tidos como “desviantes” e “imorais”.
No dia 5 de maio de 2024, Renildes Alcântara dos Santos teve um infarto, foi levada ao Hospital da Santa Casa de Misericórdia de Cachoeira e reanimada. Contudo, faleceu no dia seguinte, aos 80 anos. Renildes já havia sido internada às pressas anos antes pelo mesmo motivo. Momento em que sua filha mais velha esforçou-se para reaver os documentos de identificação de Renildes. Seu problema no miocárdio se agravava por causa do cigarro. Ela parou de fumar.

Foi velada na Câmara de Vereadores de Cachoeira e Danton do Acordeon, seu cantor preferido, cantou algumas das músicas que ela mais gostava. Seu cortejo até o Cemitério Municipal de Cachoeira foi acompanhado por moradores e amigos, e uma motocicleta acompanhou o caixão tocando "Pagu", de Rita Lee.
Dona Cabeluda, é sem dúvida uma das figuras mais conhecidas em Cachoeira. Uma mulher respeitada e que representa o 'empoderamento feminino' em uma sociedade que exclui as mulheres. Cabeluda deixa filhas, filhos e um legado de luta e doação. (Nota de pesar da UFRB)

### Dona Cabeluda
Recebeu o apelido "Cabeluda" porque sempre usou cabelos longos e tinha muitos pelos no corpo. Seu prostíbulo à Rua Sete de Setembro, 12 recebeu o mesmo nome: "Brega da Cabeluda". Ela inclusive escondia seu nome real. E a Rua Sete de Setembro era conhecida como "Rua do Brega" por causa de seu estabelecimento.

## Vida pessoal
Renildes Alcântara dos Santos casou-se aos 12 anos e teve duas filhas. Teve ainda mais uma filha biológica e oito filhos adotivos: Aguinaldo de Souza era o mais velho, que foi acolhido aos 13 anos. Teve netos e bisnetos. A filha biológica mais velha, Natalice Santana Mota, herdou o brega após a morte de Renildes. Renildes ainda tinha três irmãs, que não viu por 40 anos; e duas de suas filhas moravam em São Paulo quando ela faleceu.

## Reconhecimentos
- Dissertação de mestrado "Uma História de Cabeluda: Mulher, Mãe e Cafetina", de Gleysa Teixeira Siqueira,[3][5] que foi convertida em livro[24][25][26]
- Houve um minuto de silêncio em sua homenagem na abertura da sessão ordinária da Câmara Municipal da Cachoeira após seu falecimento[3][12]
- Velada na Câmara de Vereadores de Cachoeira[2]